# Helicopsyche boularia
Helicopsyche boularia är en nattsländeart som beskrevs av Ross 1975. Helicopsyche boularia ingår i släktet Helicopsyche och familjen Helicopsychidae. Inga underarter finns listade i Catalogue of Life.